# Mecynometa melanoleuca
Mecynometa melanoleuca är en spindelart som beskrevs av Cândido Firmino de Mello-Leitão 1944. 
Mecynometa melanoleuca ingår i släktet Mecynometa och familjen käkspindlar. Inga underarter finns listade i Catalogue of Life.